# 張宜
張宜（？—？），號鶴洲，雲南临安府河西县人，明末清初官员。

## 生平
崇祯六年（1633年）癸酉科云南乡试舉人，十三年（1640年）庚辰科進士，吏部观政，授延平府推官。